# تفاوت الثديين
تفاوت الثديين (بالإنجليزية: Anisomastia) هي حالة طبية يكون فيها تباين شديد أو عدم تساوي في حجم الثديين، ويرتبط بشكل عام باختلاف الحجم. بمعنى آخر، عندما يكون أحد الثديين أكبر من الآخر.
على النقيض من تفاوت الثديين، فإن عدم تناسق الثديين قليلاً أمر شائع. قد يتم تصحيح تفاوت الثديين عن طريق تكبير الثدي أو تصغيره.